# Großsteingrab Eext
Das Großsteingrab Eext (auch als Treppengrab von Eext (niederländisch trapgraf), Eexter grafkelder oder Stemberg bezeichnet) ist eine megalithische Grabanlage der jungsteinzeitlichen Westgruppe der Trichterbecherkultur bei Eext, einem Ortsteil von Aa en Hunze in der niederländischen Provinz Drenthe. Die Anlage wurde mehrfach archäologisch untersucht. Die Bezeichnung „Treppengrab“ stammt von der steilen, vierstufigen Treppe, über die die eingetiefte, teilweise noch im Hügel befindliche Grabkammer ursprünglich zugänglich war. Diese Krypta-Form ist in den Niederlanden einzigartig. Das Grab trägt die Van-Giffen-Nummer D13.

## Lage
Das Grab befindet sich im Süden von Eext an einem Feldweg zwischen dem Jan Oostingweg und der Stationsstraat. In der näheren Umgebung gibt es mehrere weitere Großsteingräber: 450 m nordnordwestlich befindet sich das Großsteingrab Eext-Es (D12), 1,1 km südsüdöstlich das Großsteingrab Eexterhalte (D14) und 2,5 km nordnordwestlich das Großsteingrab Anloo-Zuid (D11).

## Forschungsgeschichte

### 18. Jahrhundert
Das Grab wurde 1735 von einem Steinsucher entdeckt. Hierüber wurde ein anonymer Bericht angefertigt. 1756 wurde es ebenfalls von Steinsuchern wiederentdeckt. Dabei aufgefundene Gefäße und Äxte wurden an Sammler verkauft. Außerdem wurden zwei Decksteine entfernt. Joannes van Lier führte daraufhin eine ausführliche Untersuchung der Anlage durch und versetzte die Grabkammer, so gut es ging, in ihren ursprünglichen Zustand zurück. Nur zwei Tage später veröffentlichte er einen Zeitungsartikel über seine Arbeit. Henrik Cannegieter, Rektor der Lateinschule in Arnhem, schrieb auf Grundlage des Zeitungsartikels eine Abhandlung über das Grab, ohne es selbst je in Augenschein genommen oder mit van Lier Kontakt aufgenommen zu haben. Auf Anregung seines Freundes Arnout Vosmaer setzte van Lier sich in fünf langen Briefen mit dieser Abhandlung kritisch auseinander. Aus diesen Briefen entstand schließlich die erste monografische Abhandlung über ein niederländisches Großsteingrab. Sie wurde 1760 von Vosmaer herausgegeben. Cornelis van Noorde zeichnete das Grab 1756. Abraham Delfos, ein Schüler von Jan Wandelaar, fertigte 1760 einen Stich für van Liers Publikation an. Petrus Camper fertigte 1768 eine weitere Zeichnung an.

Zeichnungen des Grabes aus der Mitte des 18. Jahrhunderts
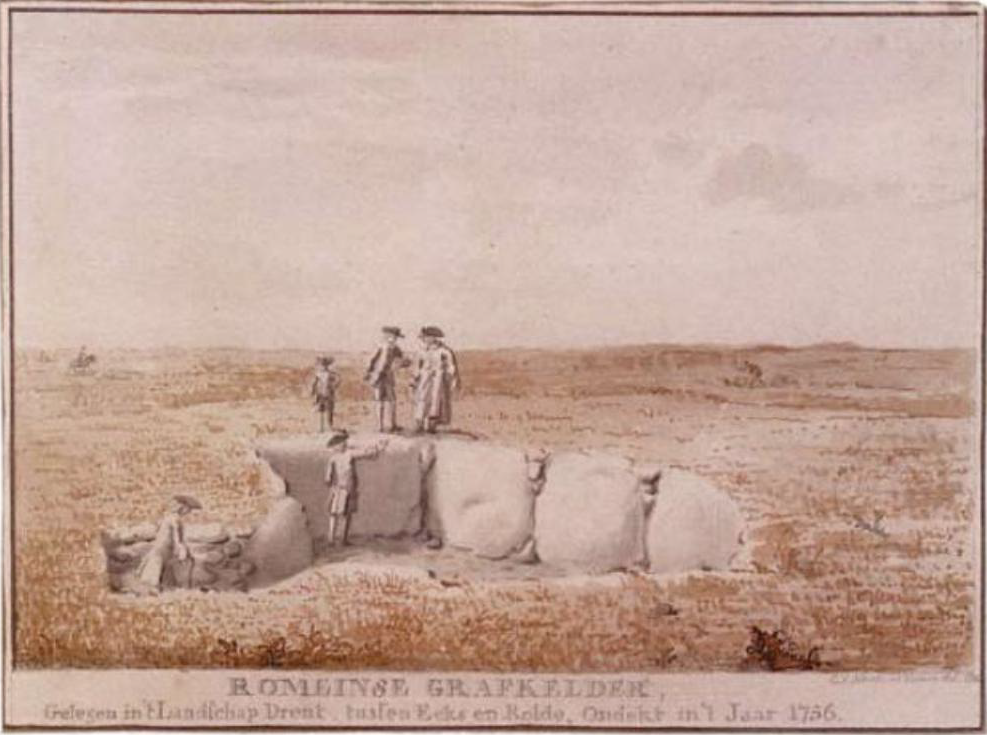
Cornelis van Noorde (1756)
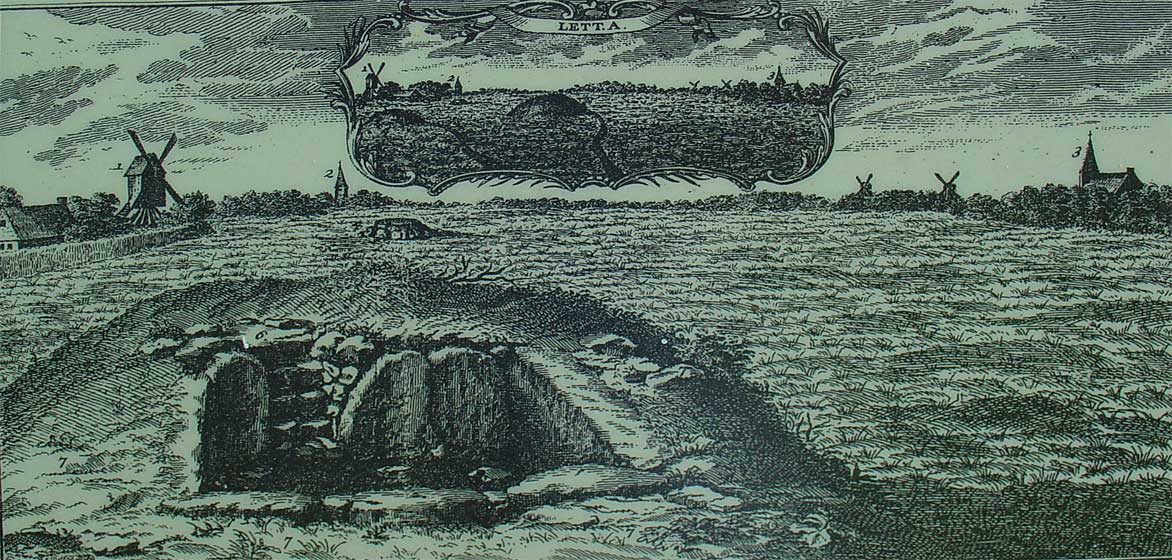
Abraham Delfos (1760)
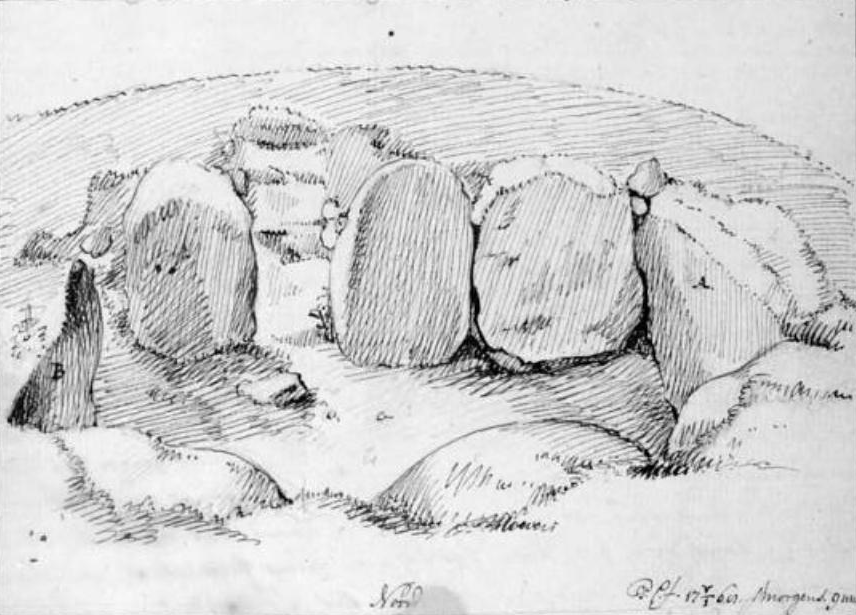
Petrus Camper (1768)

### 19. Jahrhundert

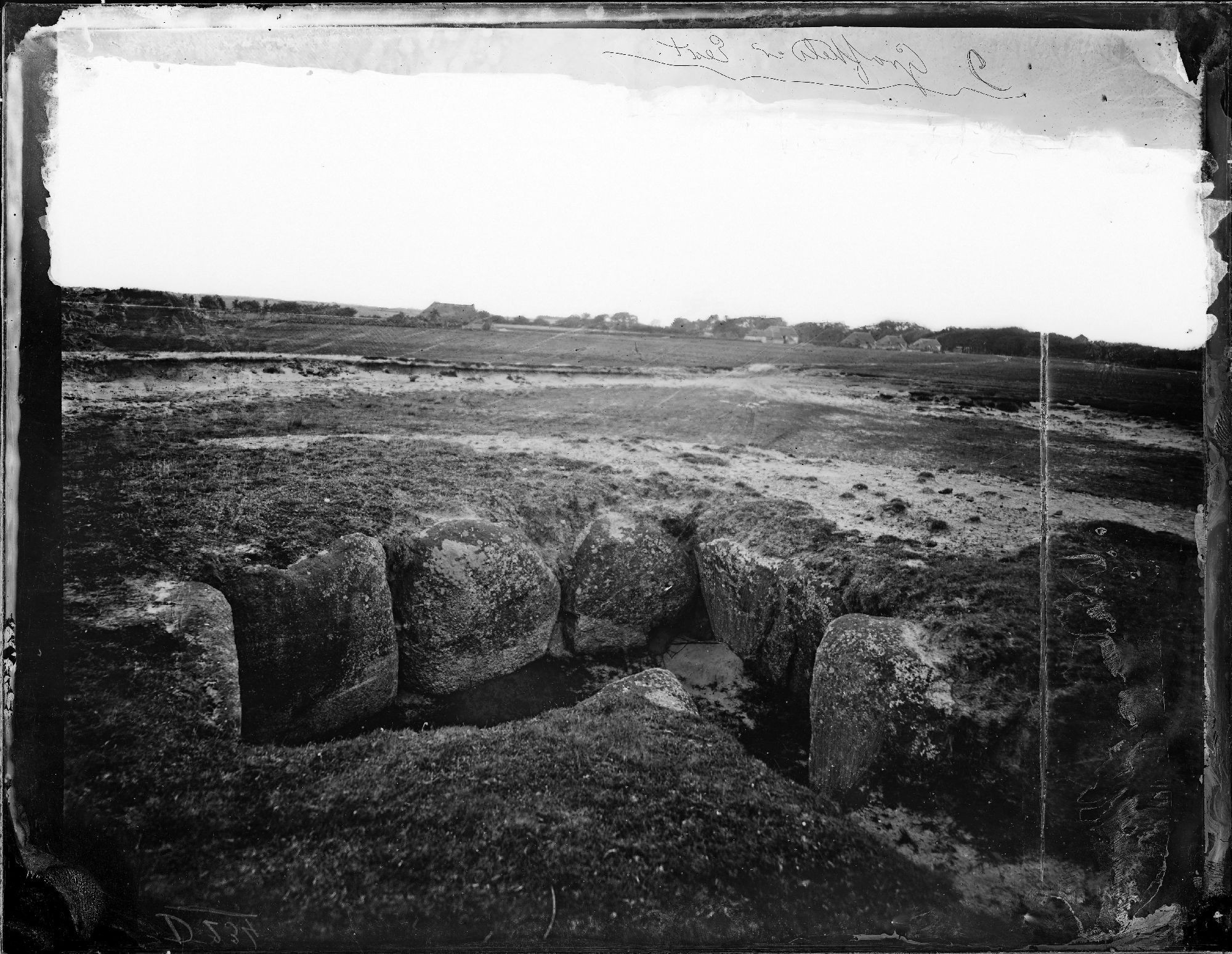
Fotografie des Grabes von Jan Goedeljee (1874)

Leonhardt Johannes Friedrich Janssen, Kurator der Sammlung niederländischer Altertümer im Rijksmuseum van Oudheden in Leiden, besuchte 1847 einen Großteil der noch erhaltenen Großsteingräber der Niederlande, darunter auch das Grab von Eext, und publizierte im folgenden Jahr das erste Überblickswerk mit Baubeschreibungen und schematischen Plänen der Gräber. 1871 wurde die Anlage unsachgemäß restauriert. Janssens Nachfolger Willem Pleyte unternahm 1874 zusammen mit dem Fotografen Jan Goedeljee eine Reise durch Drenthe und ließ dort erstmals alle Großsteingräber systematisch fotografieren. Auf Grundlage dieser Fotos fertigte er Lithografien an. Conrad Leemans, Direktor des Rijksmuseums, unternahm 1877 unabhängig von Pleyte eine Reise nach Drenthe. Jan Ernst Henric Hooft van Iddekinge, der zuvor schon mit Pleyte dort gewesen war, fertigte für Leemans Pläne der Großsteingräber an. Leemans’ Bericht blieb allerdings unpubliziert. 1878 erfolgte eine Untersuchung durch William Collings Lukis und Henry Dryden, die auf Anregung von Augustus Wollaston Franks die Provinz Drenthe bereisten und dabei sehr genaue Grundriss- und Schnittzeichnungen von 40 Großsteingräbern anfertigten.

### 20. und 21. Jahrhundert
Zwischen 1904 und 1906 dokumentierte der Mediziner und Amateurarchäologe Willem Johannes de Wilde alle noch erhaltenen Großsteingräber der Niederlande durch genaue Pläne, Fotografien und ausführliche Baubeschreibungen. Seine Aufzeichnungen zum Grab von Eext sind allerdings verloren gegangen. 1905 wurde das Grab restauriert. 1918 dokumentierte Albert Egges van Giffen die Anlage für seinen Atlas der niederländischen Großsteingräber. 1927 führte van Giffen eine archäologische Grabung durch. Eine weitere Grabung erfolgte 1984 unter Leitung von Jan N. Lanting. 1976 erfolgte eine Restaurierung, bei der ein Deckstein aufgesetzt wurde, der kurz zuvor beim Anlagen eines Abwasserkanals wiederentdeckt worden war. Seit 1978 ist die Anlage ein Nationaldenkmal (Rijksmonument). 2017 wurde die Anlage zusammen mit den anderen noch erhaltenen Großsteingräbern der Niederlande in einem Projekt der Provinz Drente und der Reichsuniversität Groningen von der Stiftung Gratama mittels Photogrammetrie in einem 3D-Atlas erfasst.

## Beschreibung
Bei der Anlage handelt es sich um ein ostnordost-westsüdwestlich orientiertes, in den Boden eingetieftes Ganggrab. Eine steinerne Umfassung konnte nicht festgestellt werden. Die Hügelschüttung entstand gemäß Lantings Untersuchung in drei Phasen: Die älteste reichte bis zur Mitte der Wandsteine, die zweite bis zur Unterseite der Decksteine und die dritte bedeckte die Grabkammer vollständig. Diese dritte Phase datiert wohl nicht in die Trichterbecherkultur, sondern ins Endneolithikum (2850–2000 v. Chr.) Die Kammer hat eine Länge von 4,3 m und eine Breite von 3,2 m. Sie besteht aus drei Wandsteinpaaren an den Langseiten und je einem Abschlussstein an den Schmalseiten. Von den ursprünglich drei Decksteinen ist nur noch einer vorhanden. Er wurde 1976 verschleppt in Eext gefunden und wieder auf die Kammer aufgesetzt. Angeblich soll sich ein zweiter Stein irgendwo im Boden in der Nähe der Eexter Kirche befinden. Die Wand- und Decksteine sind ungewöhnlich flach und stehen so passgenau aneinander, dass zwischen ihnen kaum Lücken vorhanden sind. Etwaiges Zwischenmauerwerk ist nicht erhalten und wurde wohl nur in geringem Umfang verbaut. Zwischen dem östlichen und dem mittleren Wandstein der südlichen Langseite befand sich der Zugang zur Grabkammer. Diesem war eine Treppenkonstruktion aus vier Stufen vorgelagert, die mit zwei Mauern aus Rollsteinen eingefasst war. Die Stufen bestanden jeweils aus einem oder zwei flachen Steinen. Zwischen der Treppe und der Kammer lag ein Schwellenstein. Diese Treppenkonstruktion ist für die niederländischen Großsteingräber einzigartig und auch im weiteren Verbreitungsgebiet der Trichterbecherkultur sehr selten. Lediglich vier weitere Großsteingräber in Niedersachsen weisen einen solchen Zugang auf: Das Großsteingrab Deinste 1, das Großsteingrab Krelingen, das Großsteingrab Sieben Steinhäuser C und das zerstörte Großsteingrab Meckelstedt 2. Die Treppe des Großsteingrabes von Eext gehörte nach Lantings Untersuchung nicht zum ursprünglichen Bauplan, sondern wurde erst in der zweiten Bauphase errichtet.

## Funde
Van Lier fand bei seiner Untersuchung zahlreiche Keramikgefäße mit verbrannten Knochen, die allerdings nicht erhalten sind.
Das Rijksmuseum van Oudheden in Leiden besitzt einige Altfunde aus dem Großsteingrab Eext: Dies sind ein vorgeschichtliches Henkelgefäß sowie ein Feuerstein-Beil und ein mittelalterlicher Keramikbecher. Bei den beiden letzten Funden ist unklar, ob sie aus dem Großsteingrab Eext oder dem benachbarten Großsteingrab Eext-Es (D12) stammen.

Funde aus Grab D13 im Rijksmuseum van Oudheden
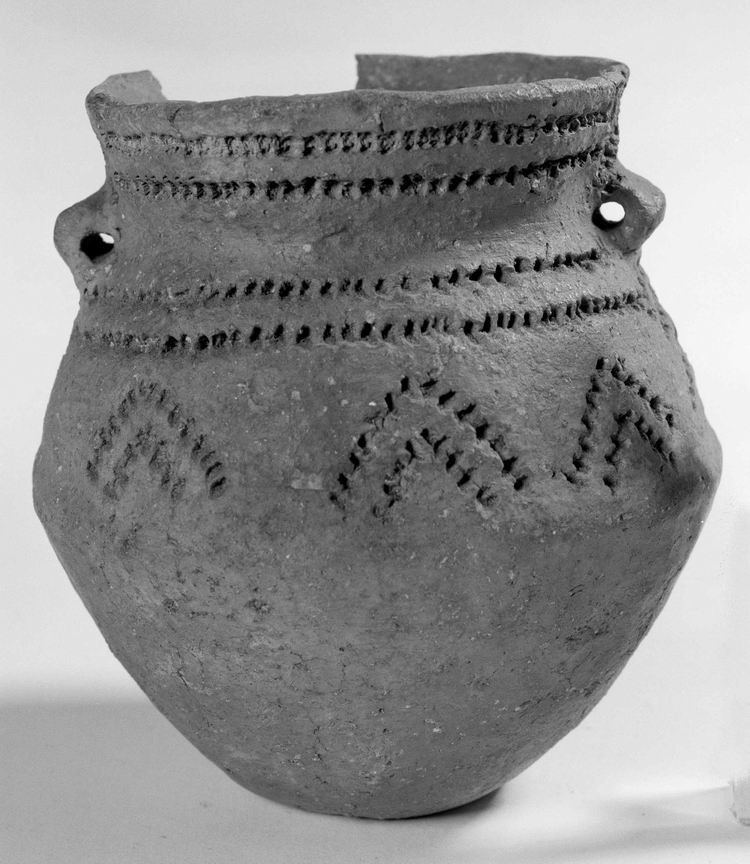
Henkelgefäß
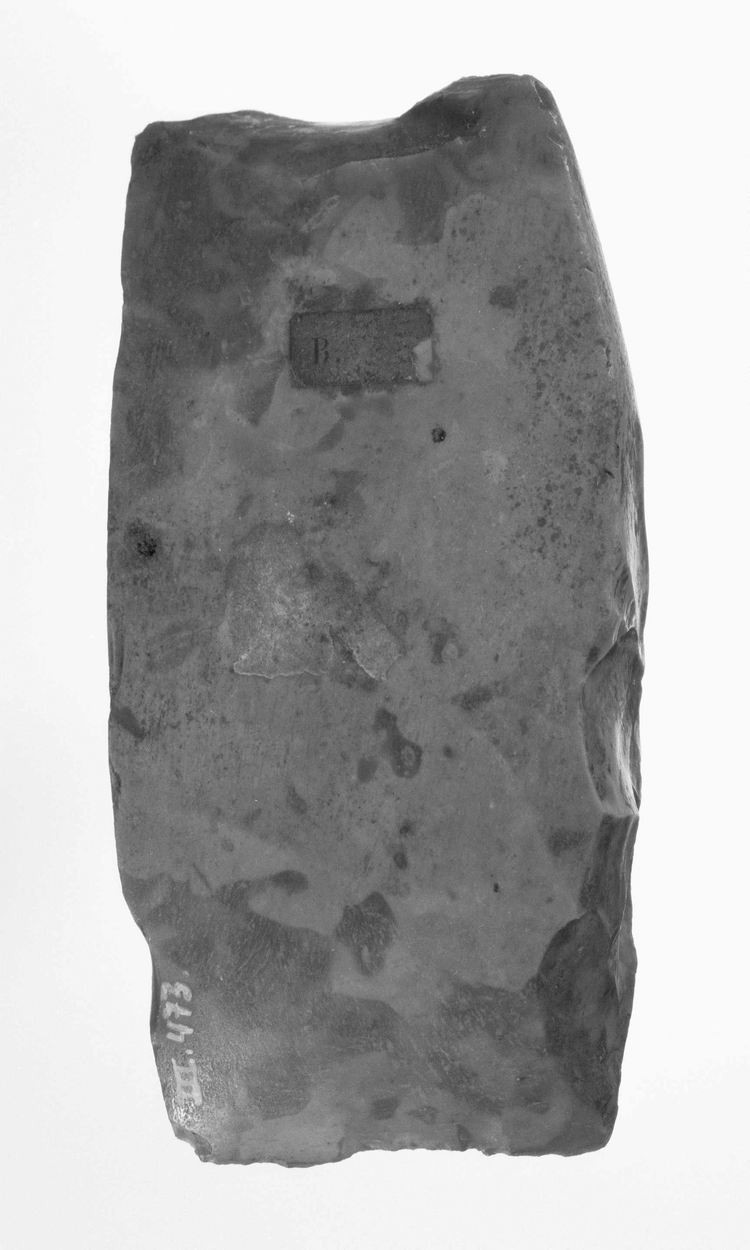
Feuerstein-Beil aus D12 oder D13
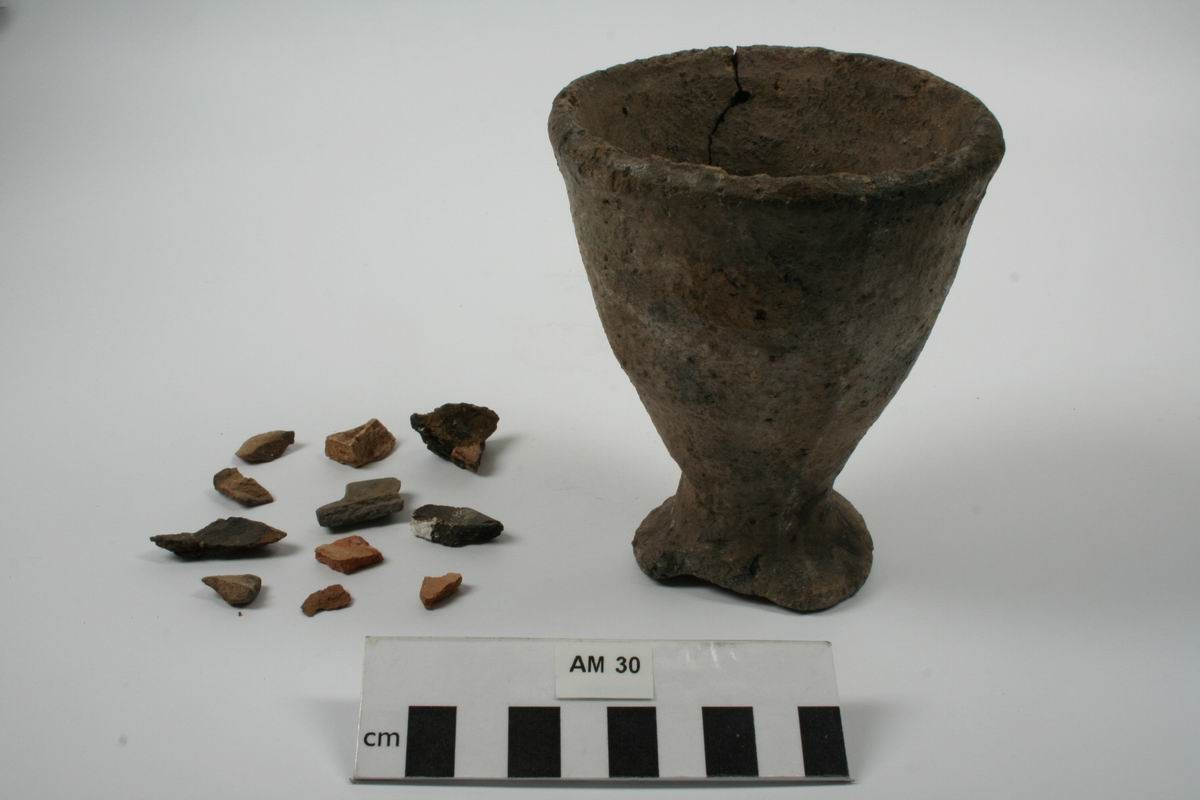
Becher aus D12 oder D13